# Exechia
Exechia is een muggengeslacht uit de familie van de paddenstoelmuggen (Mycetophilidae).

## Soorten
- E. abrupta Johannsen, 1912
- E. absoluta Johannsen, 1912
- E. absurda Johannsen, 1912
- E. adamsi Laffoon, 1965
- E. aequalis Van Duzee, 1928
- E. alexanderi Shaw, 1951
- E. angustata Van Duzee, 1928
- E. assidua Johannsen, 1912
- E. atlantis Stora, 1945
- E. attrita Johannsen, 1912
- E. auxiliaria Johannsen, 1912
- E. bella Johannsen, 1912
- E. bellula Johannsen, 1912
- E. bicincta (Staeger, 1840)
- E. bifurcata Fisher, 1934
- E. bilobata Shaw, 1951
- E. borealis Van Duzee, 1928
- E. brevipetiolata Van Duzee, 1928
- E. brinckiana Nielsen, 1966
- E. capillata Johannsen, 1912
- E. captiva Johannsen, 1912
- E. cincinnata Johannsen, 1912
- E. cincta Winnertz, 1863
- E. cinctiformis Stora, 1941
- E. clepsydra Fisher, 1937
- E. confinis Winnertz, 1863
- E. contaminata Winnertz, 1863
- E. cornuta Lundstrom, 1914
- E. chandleri Caspers, 1987
- E. dentata Lundstrom, 1916
- E. dizona Edwards, 1924
- E. dorsalis (Stæger, 1840)
- E. exigua Lundstrom, 1909
- E. festiva Winnertz, 1863
- E. frigida (Boheman, 1865)
- E. fulva Santos Abreu, 1920
- E. fusca (Meigen, 1804)
- E. lucidula (Zetterstedt, 1838)
- E. lundstroemi Landrock, 1923
- E. macula Chandler, 2001
- E. micans Lastovka & Matile, 1974
- E. nativa Johannsen, 1912
- E. nigra Edwards, 1925
- E. nigrofusca Lundstrom, 1909
- E. nigroscutellata Landrock, 1912

- E. nitidicollis Lundström, 1913
- E. noctivaga Van Duzee, 1928
- E. nugatoria Johannsen, 1912
- E. obediens Johannsen, 1912
- E. ovata Fisher, 1934
- E. palmata Johannsen, 1912
- E. papyracea Stackelberg, 1948
- E. parva Lundstrom, 1909
- E. parvula (Zetterstedt, 1852)
- E. pectinivalva Stackelberg, 1948
- E. perspicua Johannsen, 1912
- E. plebeia (Walker, 1848)
- E. pollex Shaw, 1935
- E. praedita Plassmann, 1976
- E. pratti Shaw, 1951
- E. pseudocincta Strobl, 1910
- E. pseudofestiva Lackschewitz, 1937
- E. quadrata Johannsen, 1912
- E. repanda Johannsen, 1912
- E. repandoides Caspers, 1984
- E. satiata Johannsen, 1912
- E. separata Lundstrom, 1912
- E. seriata (Meigen, 1830)
- E. shawi Fisher, 1934
- E. similis Lastovka & Matile, 1974
- E. spinigera Winnertz, 1863
- E. spinuligera Lundstrom, 1912
- E. styriaca Strobl, 1898
- E. subfrigida Lastovka & Matile, 1974
- E. subligulata Shaw, 1952
- E. umbrosa Van Duzee, 1928
- E. unicincta Van Duzee, 1928
- E. unicolor Van Duzee, 1928
- E. unifasciata Lackschewitz, 1937
- E. unimaculata (Zetterstedt, 1860)